# 娜丁·揚森
娜丁·揚森（德語：Nadine Jansen，1980年12月3日—），德國女色情模特兒及色情演員。

## 生平
娜丁·揚森生於莱比锡。揚森在兩歲時隨家人搬到了德國小鎮埃伯斯瓦爾德。1997年從柏林附近貝爾瑙的學校畢業後，揚森進入大學學習成為藥劑師。2000年8月，即19歲時在模特兒貝蒂·鮑爾豪斯（Bettie Ballhaus）的網站上發表寫真照，展開了模特兒生涯。2001年12月推出了自己的網站。2002年7月，她首次出現在日本雜誌《Bacherlor》中；數次登上該雜誌。

## 外部連結
- 官方网站
- 成人電影資料庫上娜丁·揚森的资料（英文）
- 娜丁·揚森在互联网电影资料库（IMDb）上的資料（英文）